# Георгій Кекелідзе
Георгій Кекелідзе (10 квітня 1984, Озургеті) ― грузинський поет, есеїст, телеведучий, лауреат премії «Саба», премії «Золоте крило», а також лауреат Міжнародної премії ім. М. Мушвіга, засновник електронної бібліотеки lib.ge, редактор цього сайту. 2012 ― 2024 рр.  Генеральний директор Грузинської національної парламентської бібліотеки.

## Біографія
Георгій Кекелідзе народився у 1984 році у місті Озургеті. Навчався у середній школі № 11 ім. Е. Ніношвілі у м. Озургеті.
У 2001―2009 рр. навчався у Тбіліському державному університеті на філологічному факультеті (ступінь магістра гуманітарних наук).
У 2006―2008 рр. працював у Руставській колонії № 2 на посаді викладача грузинської мови та літератури.
У 2009―2010 рр. був одним із провідних ведучих передачі «Міське радіо» разом із Давидом Картвелішвілі та Нестан-Нене Квінікадзе. Вів рубрику «Про і контра», де два і більше відомих критиків і теоретиків вели дискусію на літературні теми .
У 2010―2012 рр. за ініціативи Г. Кекелідзе Літературний портал разом із «Рок-клубом» проводив щотижневі арт-вечори.
У 2011 році Г. Кекелідзе засновує електронну бібліотеку lib.ge і компанію «Frontline Georgia», а також проводить спільний цикл дискусій на літературні теми та є модератором цих дискусій.
У 2010―2012 рр. Г. Кекелідзе є оглядачем і редактором колонки журналу Tabula, продюсером телепередачі «Червона зона», а у 2011 році ― редактором арт-літературного відділу, літературним оглядачем журналів Focus та Tbilisi Gaid.
У 2010 році був тимчасовим членом наглядової ради грузинського пен-клубу, тоді ж починає читати лекції з класичної літератури у Вільному університеті, а також є куратором літературного клубу цього університету.
У 2011 році Г. Кекелідзе як ведучий бере участь у спільному проекті радіо «Зелена хвиля» та електронної бібліотеки lib.ge ― «Література та інше». Передача йде у прямому ефірі, запрошені гості або студенти розмовляють про поточні процеси у літературі, а також про інші наболілі питання, що стосуються цих процесів.

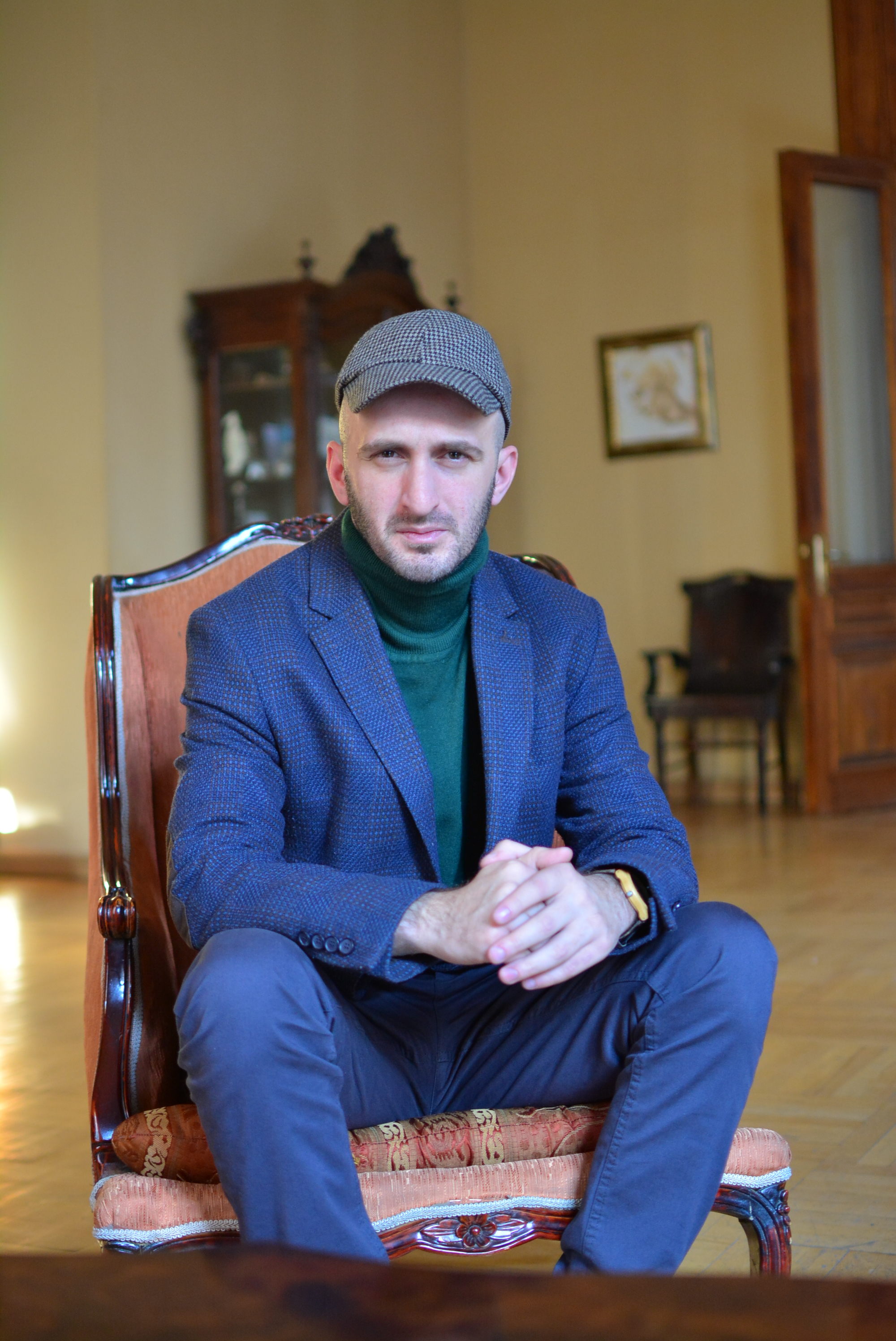
Георгі Кекелідзе в Національній бібліотеці

У 2012 році Вільний університет і lib.ge на «Новому каналі» (просвітницький канал телекомпанії «Руставі-2») беруть участь у передачі «Інтерпретації», де гості обговорюють літературу, яка вивчається у школах і в університетах, а також навчають новій інтерпретації текстів. Автор і ведучий цієї передачі ― Георгій Кекелідзе.
У 2012 році Г. Кекелідзе був призначений на посаду генерального директора Грузинської національної парламентської бібліотеки. У свої 27 років він став наймолодшим директором Національної бібліотеки за увесь час її існування.
З моменту, коли Г. Кекелідзе став директором бібліотеки, у закладі відбулися реформи за деякими напрямками: було розпочато дигіталізацію (оцифровування) літератури, відбулися реформи у сфері обслуговування, почали проводитися телепередачі, відкрилися різноманітні тематичні куточки та бібліотеки іноземної літератури. У Стамбулі за головування Г. Кекелідзе була відкрита Грузинська бібліотека, осередки грузинської бібліотеки відкрилися також у Києві та Відні, був створений електронний синдикат бібліотечного розвитку, який об'єднав і релігійні бібліотеки.
У 2012 році Г. Кекелідзе став автором і ведучим програми «Літареа».[джерело?]
У 2012 році на міжнародному аудіопорталі Lyrikline.org була відкрита сторінка двома мовами ― англійською та німецькою.
У 2012 році з ініціативи Г. Кекелідзе lib-група заснувала кавказький портал Caulib, також був заснований Ліб-еквілібріум і Ліб-клуб, які сприяють об'єднанню студентів і мають соціальну і просвітницьку функції.
З 2013 року щоп'ятниці в передачі «Інший полудень» (канал «Руставі-2»), разом із Давидом Турашвілі, Георгій Кекелідзе веде рубрику раритетного відділу бібліотеки ― «Історія однієї старої і рідкісної грузинської книги».[джерело?]

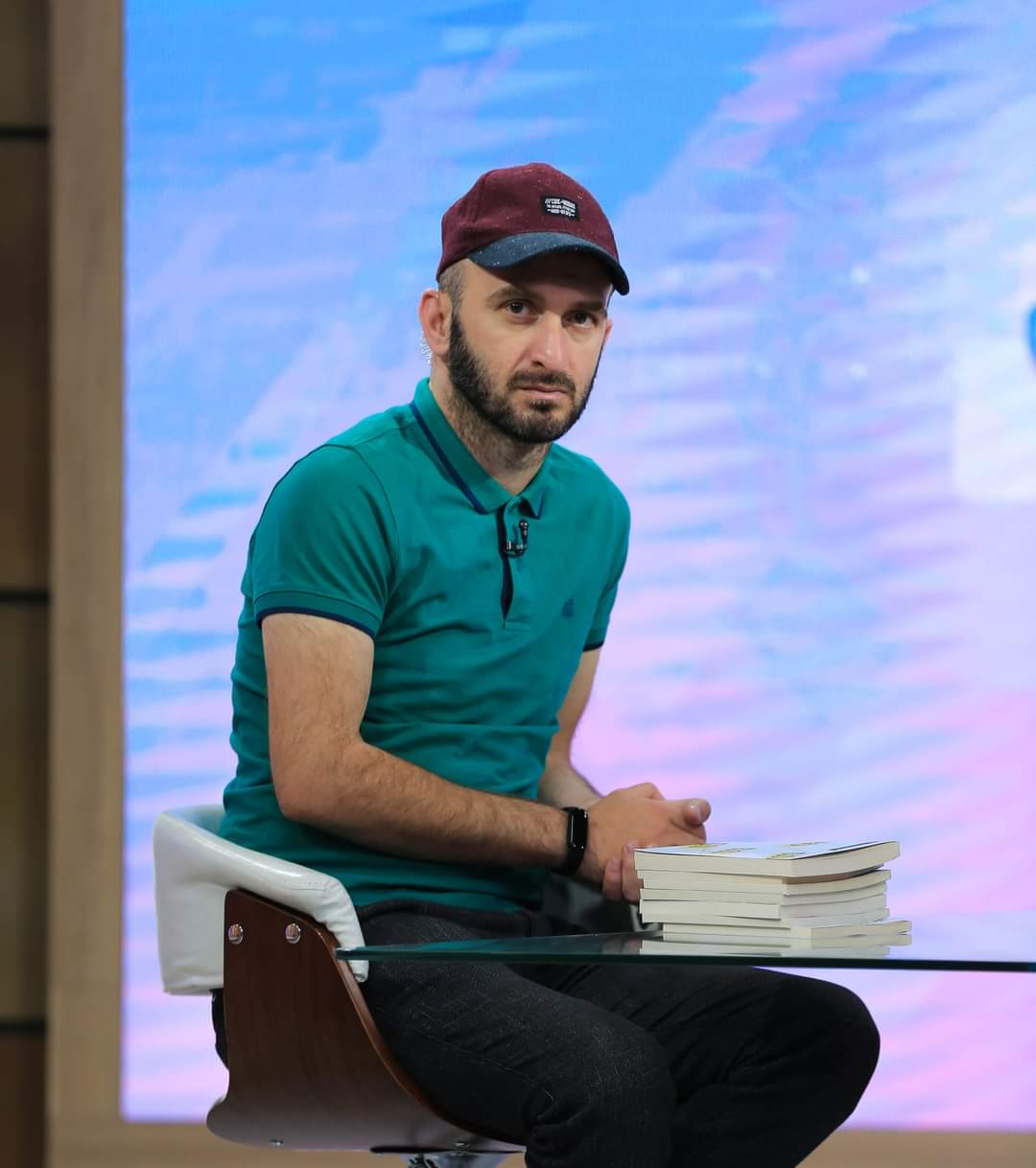
Гіоргі Кекелідзе у власній літературній рубриці, 2021 рік

У 2013 році у Вашингтоні Г. Кекелідзе зустрівся з директором Бібліотеки Конгресу Джеймсом Біллінгтоном. У результаті домовленості грузинські цифрові архіви стали відкритими для світових електронних архівів, а американські архіви ― для грузинських архівів. Під час цього візиту грузинській стороні був переданий бостонський архів Залдастанішвілі і нью-йоркський архів Григола Діасамідзе. У Бібліотеці Конгресу пройшов вечір поезії Георгія Кекелідзе.
За його ініціативою був відкритий найбільший Електронний зал в Грузії-40 планшетних комп'ютерів, зона безкоштовного інтернету (пуховики, крісла, електронні рідери), видавничий куточок з новітніми книжками, презентацією та кіно-кутом, а також екологічний зал Грузії і відремонтована дитяча кімната. У 2013 році заснував літературну премію з дитячої літератури. З 2013 року щоп'ятниці програма «Інший день» проходить через рубрику Георгія Кекелідзе з бібліотеки Національної бібліотеки-історія старих або рідкісних грузинських книг.
З 2013 року-телеведучий ранкової програми «Маестро» і відеоблогу. За його ініціативою в Національній бібліотеці відкрилися дитяча кімната, еміграційний зал, національна цифрова фотогалерея, публічна бібліотека грамотності і освіченості. У тому ж році Національній бібліотеці було надано будівлю в Кутаїсі, де було вирішено створити будинок для іноземних вчених.
У 2014 році опублікував публікацію в ліберальному журналі бібліотек. У 2014 році, за його ініціативою, бібліотека і перша мобільна компанія в Грузії, Geocell починають шукати і перетравлювати сімейні фотографії по всій Грузії. У 2015 році Національна бібліотека увійшла в число розвинених бібліотек світу і підняла американську інтегровану бібліотечну програму Sierra.
У 2015 році став ведучим на ТБ «Діла Букс» ― «Руставі 2». У 2015 році вона стала ведучою програми-з зручно-радіо шоколадно-вербальною картою.
У 2017 році з ініціативи Георгія Кекелідзе був заснований найбільший книжковий музей Грузії. Реставрація та оснащення музею за сучасними стандартами здійснюється за підтримки грузинської промислової групи (гіг) та Фонду Давида Бежуашвілі. Знову відкрився Книжковий музей покликаний стати «проєктом століття» і стане одним з головних місць проведення зустрічей і семінарів книжкових істориків. Всі рідкісні матеріали бібліотеки, зберігаються в закритих сховищах і недоступні широкій публіці протягом багатьох років, зараз з гордістю виставлені в книжковому музеї.
З 2017 року Георгій Він є професором грузинської мови і літератури,викладає в Європейському університеті Тбілісі і на недільних заняттях в Європейській школі Тбілісі.

## Творчість
Георгій Кекелідзе переклав твори деяких австрійських поетів, казки народів світу («Золоті ворота»), роман Сергія Доренка «Роман 2008». Вірші Г. Кекелідзе перекладені англійською, російською та азербайджанською мовами. Його твори були внесені до розділу грузинської поезії азербайджанської антології.
Англомовний переклад творів автора та його аудіоверсія були опубліковані на міжнародному сайті Lyricline.org.
У 2008 році видавництво «Сієста» надрукувало поетичну збірку «Оди». У цій книзі поряд із віршами Георгія Кекелідзе були опубліковані статті відомих критиків (Г. Ломідзе, З. Шатірішвілі, Л. Бердзенішвілі, Р. Сірадзе, Л. Брегадзе, З. Кікнадзе, Т. Кікачеішвілі, Г. Алхазішвілі.). Оформлення збірки ― роботи фотографа Д. Месхі.
У 2010 році цим же видавництвом було видано збірник дитячої поезії, до якого увійшли кілька віршів Г. Кекелідзе, а також статті про його творчість вищевказаних критиків. До збірки увійшли також листи і твори Д. Беріанідзе, Ц. Барбакадзе, Л. Кодалашвілі, Х. Тавдгірідзе, Г. Кіладзе, Н. Вараді, Д. Інджія, О. Казумова, С. Картвелішвілі.
У 2011 році видавництво «Сієста» почало випускати серію творів під назвою «Книга на тарілці». Замість стандартної друкарської процедури, книги відправили до супермаркетів, де сторінки книг надрукували на тарілках, на які розфасовують заморожену курку або рибу, овочі і фрукти, а також на тарілках для тістечок. Перша книга із цієї серії ― поема Г. Кекелідзе «Коран». У створенні «Корану» брали участь: Гага Ломідзе ― автор 4 розділів, Олег Тимченко ― малюнок Корану, фото ― Гурам Цібахашвілі, ескізи ― Тамари Калхіташвілі, концепція видання ― Алексі Чіхвінадзе, дизайн ― Гванца Махатадзе. Ідея серії походить від роману американського письменника Вільяма Берроуза «Голий ланч». Ідея назви належить Джеку Керуаку.
У 2012 році виходить адаптований твір В. Пшавела «Змієїд» у коміксах, автором якого є Г. Кекелідзе і Г. Хорнаулі.
У 2012 році виходить спільний альбом Г. Кекелідзе і М. Лашаурі ― мініатюри за мотивами віршів Г. Кекелідзе, художнє оформлення ― М. Лашаурі.
У 2013 році вийшов мініфільм Анни Саная за мотивами віршів Г. Кекелідзе.
У 2013 році грузинська співачка кета Чарквиани записала експериментальний дует, який також був заснований на його вірші.
У 2013 році на Франкфуртському міжнародному книжковому ярмарку відбулася презентація перекладу тримовного (англійської, німецької, російської) мініатюри Георгія Кекелідзе. Відео-інсталяція Майя Machaladze і Маї Лашару також був представлений на цьому фестивалі. Перед аудиторією з'явився Георгій Кекелідзе у футболці з написом: «Росія припинить повзучу анексію Грузії».
У 2014 році був опублікований збірник його віршів під назвою «Поезія 2008—2013». (Передмова Зураба Кікнадзе). У тому ж році він почав створювати прозовий твір під назвою «Щоденники Гурія». Водночас він знімав відео-sujet під назвою «Історії репресованих Гуріїв, регіон у Грузії». «Gurian Wedding Stories», який заснований на розповідях Гурулебі, став бестселером з моменту публікації.
У 2015 році найпопулярнішими виданнями стали «Щоденники Гурія» і детективний серіал Кекелідзе, прикріплений до газети «Квіріс палітра». Особливо актуальними стали фото-серії дівчат з книгами, які викликали різноманітність поглядів. Кількість першого видання «щоденників Гурія» склала більше 20 000.
Автор перевів гроші до Фонду на лейкемію, бо його батько помер від тієї ж хвороби. Його поезія не включає соціальні або патріотичні теми. Фольклор для нього цікавіше. Кекелідзе перевів кілька творів австрійських поетів, збірку казок світової літератури «Чарівні двері», роман Сергія Доренка «2008».
Його вірші перекладені на англійську, російську та азербайджанську мови. Він включений в Азербайджанську антологію грузинських поетів. Англійські переклади та аудіо-версії його робіт розміщені на міжнародному сайті Lyrikline.org -… Про його творчість кілька листів і творів написані багато грузинські автори: Гага Ломідзе Зазу Shatirishvili, Леван Berzenishvili, Реваз Сірадзе, Леван брегадзе навіть, Зураб Кікнадзе Тенгіз Kakacheishvili, Гіві Alkhazishvili, Dalilda bedianidze, Ціра Barbaqadze, Лела Кодалашвили, Хатуна Tavdgridze, Георгій Кіладзе, Ната Варада, Джемаль Инджия, Октай Kazumov, Соня Картвелішвілі.

## Нагороди
- р. ― Літературна премія «Саба». Найкращий дебют збірки «Оди».
- 2010 р. ― Найкращий серед молодих літераторів.
- 2010 р. ― British Counsil на представницькому конкурсі Poet in the City ― грузинський переможець.
- 2010 р. ― Людина року за версією журналу «Гарячий шоколад».
- 2012 р. ― Міжнародна премія фонду «Золоте крило» за створення телепередач «Інтерпретація» і «Літареа», теле р. ― та інтернет р. ―проектів.
- 2013 р. ― Один з 50 найкращих студентів ― випускників ТГУ.
- 2013 р. ― Міжнародна премія ім. М. Мушвіга (була вручена у м. Баку)[1].
- 2010 р. ―премія Міністерства спорту і у справах молоді Грузії р. ―найуспішніший молодий чоловік в галузі літератури.
- 2010  р. ― Людина року за версією журналу «Гарячий шоколад».
- 2012  р. ― Людина року за версією журналу «Гарячий шоколад».
- 2013  р. ― 50 найбільш успішних випускників Тбіліського державного університету.
- 2013  р. ― виграє премія в галузі літератури імені Мушфіга.
- 2014 р. ― Георгій Кекелідзе «Щоденники Гурія» визнаний національним бестселером року.
- 2015  р. ― лауреат премії Цинандалі за збірку віршів «вірші 2008 р. ―2013»
- 2015 р. ― Автор року в грузинській літературі зі статистики журналу EGO.
- 2015 р. ― отримав премію Гурама Рчеулішвілі за «Щоденники Гурія».
- 2015 р. ― імена 2015 для «Щоденників Гурія» і для цифрової фотоісторії (проєкт року).
- 2016 р. ― премія суспільного мовника Грузії за освітній проєкт «Еквілібріумі», метою якого є оновлення бібліотек у різних грузинських селах.
- 2016 р. ― чоловікові 2016 року (організація «Amagdari»).
- 2016 р. ― почесний вільний Озургеті, рідне місто.
- 2016 р. ― щорічна премія суспільного мовника Грузії за освітній проєкт «Електронна бібліотека».
- 2016 р. ― «Щоденники Гурія» книга 2, бестселер року в Грузії.